# Moonstorm Records
Moonstorm Records war ein deutsches Musiklabel, das ab Ende der 1990er Jahre bis Mitte der 2000er Jahre Tonträger veröffentlichte. Betrieben wurde das Label mit Sitz in Berlin von „Erti“ alias Alexander Ertner.

## Veröffentlichungen (Auswahl)
- Adorned Brood – Asgard (2000)
- Crack Up – Dead End Run (2000)
- Despairation – Songs of Love and Redemption (2002)
- Disaster K.F.W.  – Death Ritual (2004)
- Frown – Lunar Brightshine and Fiery Splendour (2003)
- Niederschlag – Mehr als Sterben...  (2001)
- Die Schinder – Gottesknecht (1999)
- Scream Silence – Seven Tears (2003)
- Stendal Blast – Fette Beute (2002)
- Viu Drakh – Take No Prisoners, Grind Them All and Leave This Hell (2000)